# Siergiej Sirotkin
Siergiej Olegowicz Sirotkin (ros. Сергей Олегович Сироткин; ur. 27 sierpnia 1995 w Moskwie) – rosyjski kierowca wyścigowy.

## Życiorys

### Formuła Abarth
Siergiej Sirotkin karierę rozpoczął w roku 2008, od startów w kartingu. We wrześniu 2010 roku zadebiutował w serii wyścigów samochodów jednomiejscowych – Formule Abarth. W ciągu sześciu wyścigów, Rosjanin pięciokrotnie sięgał po punkty, najlepszy wynik osiągając w drugim starcie, na torze Mugello, gdzie był ósmy. Zdobyte punkty sklasyfikowały go na 18. miejscu.

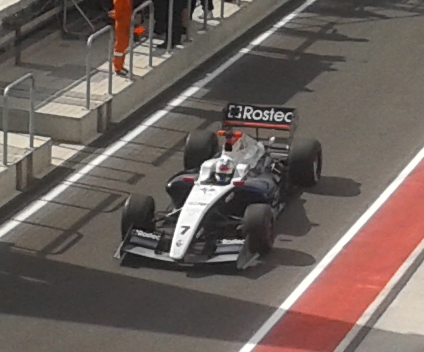
Sirotkin w bolidzie ISR na torze Moscow Raceway podczas rundy Formuły Renault 3.5 (2013)

W kolejnym sezonie Sirotkin był już etatowym zawodnikiem szwajcarskiej ekipy Jenzer Motorsport (która połączyła współpracę z Euronovą Racing). Należał do czołówki serii, walcząc o tytuł mistrzowski. Sukces osiągnął w klasyfikacji europejskiej, będąc dziesięciokrotnie na podium, z czego pięciokrotnie na najwyższym jego stopniu. W punktacji włoskiej uległ jedynie bardziej doświadczonemu Szwajcarowi Patricowi Niederhauserowi różnicą trzynastu punktów. W trakcie sezonu dziewięciokrotnie mieścił się w pierwszej trójce, z czego dwukrotnie na pierwszej pozycji. Spośród wszystkich sesji kwalifikacyjnych, najlepszy okazał na torze Mugello.

### Auto GP
W 2012 roku Rosjanin podpisał kontrakt z zespołem Euronova Racing, na udział w Światowej Serii Auto GP, korzystającej z bardzo mocnych pojazdów wyścigowych. Mając zaledwie 16 lat, Sirotkin szybko nawiązał kontakt z czołówką, zwyciężając już w trzecim wyścigu (w Walencji), natomiast rundę później, na torze w Marrakeszu, sięgnął po pierwsze pole position.

### Formuła 3
W sezonie 2012 rozpoczął starty we Włoskiej Formule 3. Reprezentując ekipę Euronova Racing, pierwsze podium osiągnął w trzecim starcie inaugurującej rundy, na torze w Walencji. Ostatecznie w klasyfikacji europejskiej zakończył sezon na 5 pozycji, a w klasyfikacji włoskiej - na 6 pozycji.

### Formuła Renault 3.5
W 2012 roku wystartował również w czasie rundy na torze Moscow Raceway w Formule Renault 3.5. Pierwszy wyścig ukończył na 20 pozycji, a w drugim wyścigu nie dojechał do mety.
W kolejnym sezonie stał się już etatowym kierowcą zespołu I.S.R. Racing oraz partnerem zespołowym Christophera Zanelli. W ciągu 17 wyścigów dwukrotnie stawał na podium, jednak nigdy nie zwyciężał. Z dorobkiem 61 punktów ukończył sezon na dziewiątej pozycji w klasyfikacji generalnej.
W sezonie 2014 Sirotkin podpisał kontrakt z brytyjską ekipą Fortec Motorsports. W ciągu siedemnastu wyścigów, w których wystartował czterokrotnie stawał na podium, w tym raz na jego najwyższym stopniu. Uzbierał łącznie 132 punkty, co dało mu piąte miejsce w końcowej klasyfikacji kierowców.

### Seria GP2
W roku 2015 Rosjanin przeniósł się do GP2, gdzie nawiązał współpracę z włoską ekipą Rapax Team. Dwie pierwsze rundy zakończył bez punktów, jednak począwszy od eliminacji w Monte Carlo zaczął regularnie plasować się w czołówce. Pierwsze podium miało miejsce w niedzielny poranek w Monako, natomiast pierwsze zwycięstwo uzyskał po starcie z pole position, na brytyjskim torze Silverstone. Sirotkin odnotował łącznie pięć wizyt na podium, jednak aż jedenastokrotnie meldował się w czołowej piątce. Zdobywszy 139 punktów, Siergiej zmagania zakończył na 3. miejscu, punkt przed Rio Haryanto. Indonezyjczyk miał wprawdzie szansę na pokonanie Rosjanina (w pierwszym wyścigu, na torze Yas Marina, Sirotkin był trzynasty w stosunku do siódmej Haryanto), jednak w wyniku karambolu i przedłużającej się naprawy bandy, ostatni wyścig został odwołany i to 20-latek dopełnił czołową trójkę. Został przy okazji najlepszym debiutantem, zostawiając w pokonanym polu kierowców DAMS - Brytyjczyka Alexa Lynna i Francuza Pierre Gasly.
W sezonie 2016 podpisał kontrakt z mistrzowską stajnią ART Grand Prix, zastępując w niej ubiegłorocznego czempiona, Belga Stoffela Vandoorne'a. Rosjanin nie zdołał jednak godnie zastąpić podopiecznego McLarena. Pierwsze dwa weekendy były dla niego bardzo nieudane, gdyż tylko w jednym z wyścigów dojechał do mety i to dopiero na jedenastym miejscu. Po starcie z pole position na torze w Monte Carlo, rozbił bolid prowadząc wyścig. Przełom nastąpił na innym ulicznym torze w Baku, gdzie zajął drugą i trzecią lokatę. Na kolejne podium czekał do rundy na węgierskim torze Hungaroring. W pierwszym wyścigu był trzeci, natomiast w drugim odniósł drugie zwycięstwo w sezonie. Siergiej popisał się świetnym startem w sobotnim starcie na torze niemieckim torze Hockenheimring, dzięki czemu sięgnął po trzecią wygraną. Dzięki temu zdołał wyjść na prowadzenie w mistrzostwach. Szanse na tytuł mistrzowski utracił jednak po słabych weekendach na torze Spa-Francorchamps i Monza. W sobotniej rywalizacji na torze Sepang z Włochem Antonio Giovinazzim. Jedyna szansa pozostała w obronieniu trzeciego miejsca w klasyfikacji generalnej sprzed roku. Sirotkin dzięki solidnemu weekendowi (czwarta i trzecia lokata) zdołał zrównać się z punktami z innym reprezentantem Półwyspu Apenińskiego, Raffaele Marciello, uzyskując pulę 159 punktów. Dzięki trzem zwycięstwom przy braku ich w przypadku podopiecznego Scuderii Ferrari, to on został drugim wicemistrzem serii.

### Formuła 1
W 2014 roku Rosjanin został ogłoszony kierowcą testowym szwajcarskiej ekipy Sauber w Formule 1. W sezonie 2017 pełnił funkcję trzeciego kierowcy francuskiego zespołu Renault. 16 stycznia został ogłoszony kierowcą wyścigowym zespołu Williams w sezonie 2018.

## Wyniki

### Formuła Renault 3.5
| Legenda oznaczeń w tabelach wyników Wyświetl szablon na nowej stronie | Legenda oznaczeń w tabelach wyników Wyświetl szablon na nowej stronie                                                                     |
| Oznaczenie                                                            | Wyjaśnienie |
| --------------------------------------------------------------------- | --- |
| Złoty                                                                 | Zwycięzca lub mistrzostwo |
| Srebrny                                                               | 2. miejsce lub wicemistrzostwo |
| Brązowy                                                               | 3. miejsce lub II wicemistrzostwo |
| Zielony                                                               | Ukończył, punktował (w klasyfikacji generalnej, gdy zdobył co najmniej jeden punkt na przestrzeni sezonu, poza trzema powyższymi opcjami) |
| Niebieski                                                             | Ukończył, nie punktował (w klasyfikacji generalnej, gdy nie zdobył co najmniej jednego punktu na przestrzeni sezonu)                      |
| Czerwony                                                              | Nie zakwalifikował się (NZ) |
| Czerwony                                                              | Nie prekwalifikował się (NPK) |
| Różowy                                                                | Nie ukończył (NU) |
| Różowy                                                                | Niesklasyfikowany (NS) (w klasyfikacji generalnej, gdy nie został sklasyfikowany w żadnym wyścigu sezonu)                                 |
| Czarny                                                                | Zdyskwalifikowany (DK) |
| Czarny                                                                | Wykluczony (WYK/EX) |
| Biały                                                                 | Nie wystartował (NW) |
| Biały                                                                 | Kontuzjowany (K/INJ) |
| Biały                                                                 | Wyścig odwołany (OD/C) |
| Bez koloru                                                            | Został wycofany (WYC/WD) |
| Bez koloru                                                            | Nie przybył (NP/DNA) |
| Bez koloru                                                            | Nie brał udziału w treningach (NT/DNP) |
| Bez koloru                                                            | Nie został zgłoszony (–) |
| Pogrubienie                                                           | Start z pole position |
| Kursywa                                                               | Najszybsze okrążenie wyścigu |
| †                                                                     | Nie ukończył, ale jego rezultat został zaliczony ze względu na przejechanie więcej niż 90% dystansu wyścigu.                              |
| *                                                                     | Sezon w trakcie |
| 1/2/3                                                                 | Punktowana pozycja w sprincie kwalifikacyjnym                                                                                             |
| Lista systemów punktacji Formuły 1                                    | |

| Rok  | Zespół             | Wyniki w poszczególnych eliminacjach | Wyniki w poszczególnych eliminacjach | Wyniki w poszczególnych eliminacjach | Wyniki w poszczególnych eliminacjach | Wyniki w poszczególnych eliminacjach | Wyniki w poszczególnych eliminacjach | Wyniki w poszczególnych eliminacjach | Wyniki w poszczególnych eliminacjach | Wyniki w poszczególnych eliminacjach | Wyniki w poszczególnych eliminacjach | Wyniki w poszczególnych eliminacjach | Wyniki w poszczególnych eliminacjach | Wyniki w poszczególnych eliminacjach | Wyniki w poszczególnych eliminacjach | Wyniki w poszczególnych eliminacjach | Wyniki w poszczególnych eliminacjach | Wyniki w poszczególnych eliminacjach | Punkty | Pozycja |
| ---- | ------------------ | ------------------------------------ | ------------------------------------ | ------------------------------------ | ------------------------------------ | ------------------------------------ | ------------------------------------ | ------------------------------------ | ------------------------------------ | ------------------------------------ | ------------------------------------ | ------------------------------------ | ------------------------------------ | ------------------------------------ | ------------------------------------ | ------------------------------------ | ------------------------------------ | ------------------------------------ | ------ | ------- |
| 2012 | BVM-Target         | ARA                                  | ARA                                  | MON                                  | BEL                                  | BEL                                  | DEU                                  | DEU                                  | RUS                                  | RUS                                  | GBR                                  | GBR                                  | HUN                                  | HUN                                  | FRA                                  | FRA                                  | CAT                                  | CAT                                  | 0      | 35      |
| 2012 | BVM-Target         | –                                    | –                                    | –                                    | –                                    | –                                    | –                                    | –                                    | 20                                   | NU                                   | –                                    | –                                    | –                                    | –                                    | –                                    | –                                    | –                                    | –                                    | 0      | 35      |
| 2013 | ISR                | ITA                                  | ITA                                  | ARA                                  | ARA                                  | MON                                  | BEL                                  | BEL                                  | RUS                                  | RUS                                  | AUT                                  | AUT                                  | HUN                                  | HUN                                  | FRA                                  | FRA                                  | CAT                                  | CAT                                  | 61     | 9       |
| 2013 | ISR                | NU                                   | 19                                   | 4                                    | 2                                    | NU                                   | 18                                   | 8                                    | NU                                   | 11                                   | NU                                   | 4                                    | 3                                    | 12                                   | –                                    | NU                                   | NU                                   | NU                                   | 61     | 9       |
| 2014 | Fortec Motorsports | ITA                                  | ITA                                  | ARA                                  | ARA                                  | MON                                  | BEL                                  | BEL                                  | RUS                                  | RUS                                  | DEU                                  | DEU                                  | HUN                                  | HUN                                  | FRA                                  | FRA                                  | JER                                  | JER                                  | 132    | 5       |
| 2014 | Fortec Motorsports | 7                                    | 3                                    | 8                                    | NU                                   | NU                                   | NU                                   | NU                                   | 1                                    | 4                                    | 3                                    | 4                                    | 14                                   | NU                                   | 4                                    | 7                                    | 3                                    | 5                                    | 132    | 5       |

### GP2
| Legenda oznaczeń w tabelach wyników Wyświetl szablon na nowej stronie | Legenda oznaczeń w tabelach wyników Wyświetl szablon na nowej stronie                                                                     |
| Oznaczenie                                                            | Wyjaśnienie |
| --------------------------------------------------------------------- | --- |
| Złoty                                                                 | Zwycięzca lub mistrzostwo |
| Srebrny                                                               | 2. miejsce lub wicemistrzostwo |
| Brązowy                                                               | 3. miejsce lub II wicemistrzostwo |
| Zielony                                                               | Ukończył, punktował (w klasyfikacji generalnej, gdy zdobył co najmniej jeden punkt na przestrzeni sezonu, poza trzema powyższymi opcjami) |
| Niebieski                                                             | Ukończył, nie punktował (w klasyfikacji generalnej, gdy nie zdobył co najmniej jednego punktu na przestrzeni sezonu)                      |
| Czerwony                                                              | Nie zakwalifikował się (NZ) |
| Czerwony                                                              | Nie prekwalifikował się (NPK) |
| Różowy                                                                | Nie ukończył (NU) |
| Różowy                                                                | Niesklasyfikowany (NS) (w klasyfikacji generalnej, gdy nie został sklasyfikowany w żadnym wyścigu sezonu)                                 |
| Czarny                                                                | Zdyskwalifikowany (DK) |
| Czarny                                                                | Wykluczony (WYK/EX) |
| Biały                                                                 | Nie wystartował (NW) |
| Biały                                                                 | Kontuzjowany (K/INJ) |
| Biały                                                                 | Wyścig odwołany (OD/C) |
| Bez koloru                                                            | Został wycofany (WYC/WD) |
| Bez koloru                                                            | Nie przybył (NP/DNA) |
| Bez koloru                                                            | Nie brał udziału w treningach (NT/DNP) |
| Bez koloru                                                            | Nie został zgłoszony (–) |
| Pogrubienie                                                           | Start z pole position |
| Kursywa                                                               | Najszybsze okrążenie wyścigu |
| †                                                                     | Nie ukończył, ale jego rezultat został zaliczony ze względu na przejechanie więcej niż 90% dystansu wyścigu.                              |
| *                                                                     | Sezon w trakcie |
| 1/2/3                                                                 | Punktowana pozycja w sprincie kwalifikacyjnym                                                                                             |
| Lista systemów punktacji Formuły 1                                    | |

| Rok  | Zespół         | Wyniki w poszczególnych eliminacjach | Wyniki w poszczególnych eliminacjach | Wyniki w poszczególnych eliminacjach | Wyniki w poszczególnych eliminacjach | Wyniki w poszczególnych eliminacjach | Wyniki w poszczególnych eliminacjach | Wyniki w poszczególnych eliminacjach | Wyniki w poszczególnych eliminacjach | Wyniki w poszczególnych eliminacjach | Wyniki w poszczególnych eliminacjach | Wyniki w poszczególnych eliminacjach | Wyniki w poszczególnych eliminacjach | Wyniki w poszczególnych eliminacjach | Wyniki w poszczególnych eliminacjach | Wyniki w poszczególnych eliminacjach | Wyniki w poszczególnych eliminacjach | Wyniki w poszczególnych eliminacjach | Wyniki w poszczególnych eliminacjach | Wyniki w poszczególnych eliminacjach | Wyniki w poszczególnych eliminacjach | Wyniki w poszczególnych eliminacjach | Wyniki w poszczególnych eliminacjach | Punkty | Pozycja |
| ---- | -------------- | ------------------------------------ | ------------------------------------ | ------------------------------------ | ------------------------------------ | ------------------------------------ | ------------------------------------ | ------------------------------------ | ------------------------------------ | ------------------------------------ | ------------------------------------ | ------------------------------------ | ------------------------------------ | ------------------------------------ | ------------------------------------ | ------------------------------------ | ------------------------------------ | ------------------------------------ | ------------------------------------ | ------------------------------------ | ------------------------------------ | ------------------------------------ | ------------------------------------ | ------ | ------- |
| 2015 | Rapax          | BHR                                  | BHR                                  | ESP                                  | ESP                                  | MON                                  | MON                                  | AUT                                  | AUT                                  | GBR                                  | GBR                                  | HUN                                  | HUN                                  | BEL                                  | BEL                                  | ITA                                  | ITA                                  | RUS                                  | RUS                                  | BHR                                  | BHR                                  | ARE                                  |                                      | 139    | 3       |
| 2015 | Rapax          | 12                                   | 14                                   | 16                                   | 10                                   | 5                                    | 3                                    | 2                                    | 4                                    | 1                                    | 8                                    | 3                                    | 3                                    | 9                                    | 6                                    | NU                                   | 5                                    | 4                                    | 21                                   | 5                                    | 4                                    | 13                                   |                                      | 139    | 3       |
| 2016 | ART Grand Prix | ESP                                  | ESP                                  | MON                                  | MON                                  | AZE                                  | AZE                                  | AUT                                  | AUT                                  | GBR                                  | GBR                                  | HUN                                  | HUN                                  | GER                                  | GER                                  | BEL                                  | BEL                                  | ITA                                  | ITA                                  | MAL                                  | MAL                                  | ARE                                  | ARE                                  | 159    | 3       |
| 2016 | ART Grand Prix | NU                                   | 11                                   | NU                                   | NU                                   | 2                                    | 3                                    | 12                                   | 6                                    | 18                                   | 21                                   | 3                                    | 1                                    | 1                                    | 2                                    | 9                                    | 15                                   | 14                                   | NU                                   | 2                                    | NS                                   | 4                                    | 3                                    | 159    | 3       |

### Formuła 2
| Rok  | Zespół         | Wyniki w poszczególnych emliminacjach | Wyniki w poszczególnych emliminacjach | Wyniki w poszczególnych emliminacjach | Wyniki w poszczególnych emliminacjach | Wyniki w poszczególnych emliminacjach | Wyniki w poszczególnych emliminacjach | Wyniki w poszczególnych emliminacjach | Wyniki w poszczególnych emliminacjach | Wyniki w poszczególnych emliminacjach | Wyniki w poszczególnych emliminacjach | Wyniki w poszczególnych emliminacjach | Wyniki w poszczególnych emliminacjach | Wyniki w poszczególnych emliminacjach | Wyniki w poszczególnych emliminacjach | Wyniki w poszczególnych emliminacjach | Wyniki w poszczególnych emliminacjach | Wyniki w poszczególnych emliminacjach | Wyniki w poszczególnych emliminacjach | Wyniki w poszczególnych emliminacjach | Wyniki w poszczególnych emliminacjach | Wyniki w poszczególnych emliminacjach | Wyniki w poszczególnych emliminacjach | Punkty | Pozycja |
| ---- | -------------- | ------------------------------------- | ------------------------------------- | ------------------------------------- | ------------------------------------- | ------------------------------------- | ------------------------------------- | ------------------------------------- | ------------------------------------- | ------------------------------------- | ------------------------------------- | ------------------------------------- | ------------------------------------- | ------------------------------------- | ------------------------------------- | ------------------------------------- | ------------------------------------- | ------------------------------------- | ------------------------------------- | ------------------------------------- | ------------------------------------- | ------------------------------------- | ------------------------------------- | ------ | ------- |
| 2017 | ART Grand Prix | BHR                                   | BHR                                   | ESP                                   | ESP                                   | MON                                   | MON                                   | AZE                                   | AZE                                   | AUT                                   | AUT                                   | UK                                    | UK                                    | HUN                                   | HUN                                   | BEL                                   | BEL                                   | ITA                                   | ITA                                   | ESP                                   | ESP                                   | ARE                                   | ARE                                   | 9      | 20      |
| 2017 | ART Grand Prix | –                                     | –                                     | –                                     | –                                     | –                                     | –                                     | 10                                    | 4                                     | –                                     | –                                     | –                                     | –                                     | –                                     | –                                     | –                                     | –                                     | –                                     | –                                     | –                                     | –                                     | –                                     | –                                     | 9      | 20      |

### Formuła 1
| Legenda oznaczeń w tabelach wyników Wyświetl szablon na nowej stronie | Legenda oznaczeń w tabelach wyników Wyświetl szablon na nowej stronie                                                                     |
| Oznaczenie                                                            | Wyjaśnienie |
| --------------------------------------------------------------------- | --- |
| Złoty                                                                 | Zwycięzca lub mistrzostwo |
| Srebrny                                                               | 2. miejsce lub wicemistrzostwo |
| Brązowy                                                               | 3. miejsce lub II wicemistrzostwo |
| Zielony                                                               | Ukończył, punktował (w klasyfikacji generalnej, gdy zdobył co najmniej jeden punkt na przestrzeni sezonu, poza trzema powyższymi opcjami) |
| Niebieski                                                             | Ukończył, nie punktował (w klasyfikacji generalnej, gdy nie zdobył co najmniej jednego punktu na przestrzeni sezonu)                      |
| Czerwony                                                              | Nie zakwalifikował się (NZ) |
| Czerwony                                                              | Nie prekwalifikował się (NPK) |
| Różowy                                                                | Nie ukończył (NU) |
| Różowy                                                                | Niesklasyfikowany (NS) (w klasyfikacji generalnej, gdy nie został sklasyfikowany w żadnym wyścigu sezonu)                                 |
| Czarny                                                                | Zdyskwalifikowany (DK) |
| Czarny                                                                | Wykluczony (WYK/EX) |
| Biały                                                                 | Nie wystartował (NW) |
| Biały                                                                 | Kontuzjowany (K/INJ) |
| Biały                                                                 | Wyścig odwołany (OD/C) |
| Bez koloru                                                            | Został wycofany (WYC/WD) |
| Bez koloru                                                            | Nie przybył (NP/DNA) |
| Bez koloru                                                            | Nie brał udziału w treningach (NT/DNP) |
| Bez koloru                                                            | Nie został zgłoszony (–) |
| Pogrubienie                                                           | Start z pole position |
| Kursywa                                                               | Najszybsze okrążenie wyścigu |
| †                                                                     | Nie ukończył, ale jego rezultat został zaliczony ze względu na przejechanie więcej niż 90% dystansu wyścigu.                              |
| *                                                                     | Sezon w trakcie |
| 1/2/3                                                                 | Punktowana pozycja w sprincie kwalifikacyjnym                                                                                             |
| Lista systemów punktacji Formuły 1                                    | |

| Rok  | Zespół                  | Samochód      | Silnik                           | Wyniki w poszczególnych eliminacjach | Wyniki w poszczególnych eliminacjach | Wyniki w poszczególnych eliminacjach | Wyniki w poszczególnych eliminacjach | Wyniki w poszczególnych eliminacjach | Wyniki w poszczególnych eliminacjach | Wyniki w poszczególnych eliminacjach | Wyniki w poszczególnych eliminacjach | Wyniki w poszczególnych eliminacjach | Wyniki w poszczególnych eliminacjach | Wyniki w poszczególnych eliminacjach | Wyniki w poszczególnych eliminacjach | Wyniki w poszczególnych eliminacjach | Wyniki w poszczególnych eliminacjach | Wyniki w poszczególnych eliminacjach | Wyniki w poszczególnych eliminacjach | Wyniki w poszczególnych eliminacjach | Wyniki w poszczególnych eliminacjach | Wyniki w poszczególnych eliminacjach | Wyniki w poszczególnych eliminacjach | Wyniki w poszczególnych eliminacjach | Punkty | Pozycja |
| ---- | ----------------------- | ------------- | -------------------------------- | ------------------------------------ | ------------------------------------ | ------------------------------------ | ------------------------------------ | ------------------------------------ | ------------------------------------ | ------------------------------------ | ------------------------------------ | ------------------------------------ | ------------------------------------ | ------------------------------------ | ------------------------------------ | ------------------------------------ | ------------------------------------ | ------------------------------------ | ------------------------------------ | ------------------------------------ | ------------------------------------ | ------------------------------------ | ------------------------------------ | ------------------------------------ | ------ | ------- |
| 2018 | Williams Martini Racing | Williams FW41 | Mercedes M09 EQ Power+ 1.6 L V6T | Australia                            | Bahrajn                              |                                      | Azerbejdżan                          | Hiszpania                            | Monako                               | Kanada                               | Francja                              | Austria                              | Wielka Brytania                      | Niemcy                               | Węgry                                | Belgia                               | Włochy                               | Singapur                             | Rosja                                | Japonia                              | Stany Zjednoczone                    | Meksyk                               | Brazylia                             |                                      | 1      | 20      |
| 2018 | Williams Martini Racing | Williams FW41 | Mercedes M09 EQ Power+ 1.6 L V6T | NU                                   | 15                                   | 15                                   | NU                                   | 14                                   | 16                                   | 17                                   | 15                                   | 13                                   | 14                                   | NU                                   | 16                                   | 12                                   | 10                                   | 19                                   | 18                                   | 16                                   | 13                                   | 13                                   | 16                                   | 15                                   | 1      | 20      |

### Podsumowanie
| Sezon | Seria                               | Zespół                    | Wyścigi          | Zwycięstwa       | PP               | NO               | Podium           | Punkty           | Pozycja          |
| ----- | ----------------------------------- | ------------------------- | ---------------- | ---------------- | ---------------- | ---------------- | ---------------- | ---------------- | ---------------- |
| 2010  | Formuła Abarth                      | Jenzer Motorsport         | 6                | 0                | 0                | 0                | 0                | 12               | 18               |
| 2011  | Europejska Formuła Abarth           | Jenzer Motorsport         | 14               | 5                | 1                | 3                | 10               | 175              | 1                |
| 2011  | Europejska Formuła Abarth           | Euronova Racing by Fortec | 14               | 5                | 1                | 3                | 10               | 175              | 1                |
| 2011  | Włoska Formuła Abarth               | Jenzer Motorsport         | 14               | 2                | 1                | 1                | 9                | 136              | 2                |
| 2011  | Włoska Formuła Abarth               | Euronova Racing by Fortec | 14               | 2                | 1                | 1                | 9                | 136              | 2                |
| 2012  | Auto GP World Series                | Euronova Racing           | 14               | 2                | 1                | 5                | 9                | 175              | 3                |
| 2012  | Włoska Formuła 3 - seria europejska | Euronova Racing by Fortec | 24               | 2                | 0                | 1                | 6                | 166              | 5                |
| 2012  | Włoska Formuła 3 - seria włoska     | Euronova Racing by Fortec | 18               | 0                | 0                | 0                | 5                | 116              | 6                |
| 2012  | Formuła Renault 3.5                 | BVM Target                | 2                | 0                | 0                | 0                | 0                | 0                | 35               |
| 2013  | Formuła Renault 3.5                 | I.S.R. Racing             | 17               | 0                | 0                | 0                | 2                | 61               | 9                |
| 2014  | Formuła Renault 3.5                 | Fortec Motorsports        | 17               | 1                | 1                | 0                | 4                | 132              | 5                |
| 2014  | Formuła 1                           | Sauber                    | Kierowca testowy | Kierowca testowy | Kierowca testowy | Kierowca testowy | Kierowca testowy | Kierowca testowy | Kierowca testowy |
| 2015  | Seria GP2                           | Rapax                     | 22               | 1                | 1                | 1                | 5                | 139              | 3                |
| 2016  | Seria GP2                           | ART Grand Prix            | 22               | 2                | 3                | 3                | 8                | 159              | 3                |
| 2017  | Formuła 2                           | ART Grand Prix            | 2                | 0                | 0                | 0                | 0                | 9                | 20               |